# 1 Węgierski Pułk Strzelców Szturmowych SS
1 Węgierski Pułk Strzelców Szturmowych SS (niem. 1. Ungarische SS-Sturmjäger Regiment) – ochotnicza jednostka wojskowa Waffen-SS złożona z Węgrów pod koniec II wojny światowej.
Pułk został utworzony 8 stycznia 1945 r. na Węgrzech. Na jego czele stanął SS-Sturmbannführer Kelemen Ridegh. Liczył ok. 5000 żołnierzy pochodzących z 1 i 2 Węgierskich Batalionów Narciarskich i składał się z I i II SS-Sturmjäger-Bataillon (dowódcy: SS-Hauptsturmführer Tamás von Barna i SS-Hauptsturmführer A. Lenk) oraz pododdziałów wsparcia i służb. Przydzielono go do IV Korpusu Pancernego SS, w składzie którego toczył ciężkie walki z Armią Czerwoną. Podczas odwrotu w marcu 1945 r. poszczególne pododdziały straciły ze sobą kontakt, działając następnie samodzielnie. Większość Węgrów skapitulowała na początku maja 1945 przed Amerykanami.